# Supercoupe d'Espagne de football 1985
Navigation
Supercoupe d'Espagne 1983 Supercoupe d'Espagne 1988
La Supercoupe d'Espagne 1985 (en espagnol : Supercopa de España 1985) est la troisième édition de la Supercoupe d'Espagne, épreuve qui oppose le champion d'Espagne au vainqueur de la Coupe du Roi. Disputée en match aller-retour les 9 octobre 1985 et 30 octobre 1985, l'épreuve est remportée par l'Atlético de Madrid aux dépens du FC Barcelone sur le score cumulé de 3 à 2.
Il s'agit du premier titre de l'Atlético de Madrid dans cette compétition.

## Compétition
| Vainqueur Coupe    | Aller | Score | Retour | Champion en titre |
| ------------------ | ----- | ----- | ------ | ----------------- |
| Atlético de Madrid | 3 - 1 | 3 - 2 | 0 - 1  | FC Barcelone      |